# Feliciano González Ascanio
Feliciano González Ascanio (* 20. März 1921 in Guatire, Miranda; † 13. Dezember 1986) war ein venezolanischer römisch-katholischer Geistlicher und Bischof von Maracay.

## Leben
Feliciano González Ascanio empfing am 24. Oktober 1943 das Sakrament der Priesterweihe.
Am 31. Juli 1962 ernannte ihn Papst Johannes XXIII. zum Bischof von Maracay. Der Erzbischof von Caracas, José Kardinal Quintero Parra, spendete ihm am 2. September desselben Jahres die Bischofsweihe; Mitkonsekratoren waren der Bischof von Valencia en Venezuela, José Alí Lebrún Moratinos, und der Weihbischof in Caracas, Luis Eduardo Henríquez Jiménez.
González Ascanio nahm an allen vier Sitzungsperioden des Zweiten Vatikanischen Konzils teil.